# Paesaggio dell'Île-de-France
Paesaggio dell'Île-de-France (Paysage de l'Île-de-France) è un dipinto a olio su tela (32x40 cm) realizzato tra il 1881 ed il 1882 dal pittore Georges-Pierre Seurat.
È conservato nel Musée des Beaux-Arts di Bordeaux.